# Championnat d'Espagne de football 1955-1956
Navigation
Primera División 1954-55 Primera División 1956-57
Le championnat d'Espagne de football 1955-1956 est la 25e édition du championnat. La compétition est remportée par l'Atlético Bilbao. Organisé par la Fédération espagnole de football, le championnat se dispute du 11 septembre 1955 au 22 avril 1956.
Le club bilbayen l'emporte avec un point d'avance sur le CF Barcelone et dix sur le tenant du titre, le Real Madrid. C'est le sixième titre des « Los leones » en championnat qui réalise le doublé en remportant la Coupe d'Espagne.
Le système de promotion/relégation ne change pas : descente et montée automatique pour les deux derniers de division 1 et les deux premiers des deux groupes de deuxième division, poule de barrage pour les treizième et quatorzième de première division en compagnie des deuxième et troisième des deux groupes de deuxième division. En fin de saison, le Real Murcie, le Deportivo Alavés, le Cultural Leonesa et l'Hércules Alicante sont relégués en deuxième division. Ils sont remplacés la saison suivante par l'Osasuna Pampelune, le Real Jaén, le Real Saragosse et le CD España Industrial, ces deux derniers après barrages.
L'attaquant argentin Alfredo Di Stéfano, du Real Madrid, termine, pour la deuxième fois, meilleur buteur du championnat avec 24 réalisations.

## Règlement de la compétition
Le championnat de Primera División est organisé par la Fédération espagnole de football, il se déroule du 11 septembre 1955 au 22 avril 1956.
Il se dispute en une poule unique de 16 équipes qui s'affrontent à deux reprises, une fois à domicile et une fois à l'extérieur. L'ordre des matchs est déterminé par un tirage au sort avant le début de la compétition.
Le classement final est établi en fonction des points gagnés par chaque équipe lors de chaque rencontre : deux points pour une victoire, un pour un match nul et aucun en cas de défaite. En cas d'égalité de points entre deux ou plusieurs de clubs en fin de championnat, le classement se fait à la différence de buts. L'équipe possédant le plus de points à la fin de la compétition est proclamée championne. En fin de saison, les deux derniers du championnat sont relégués en Segunda División et remplacés par les deux premiers de ce championnat. Une poule de barrage est disputée entre les treizième et quatorzième de première division en compagnie des deuxième et troisième des deux groupes de deuxième division. Les deux premiers de la poule conservent leur place ou accèdent à la première division.

## Équipes participantes
Cette saison de championnat se dispute à 16 équipes. Cultural Leonesa dispute sa seule et unique saison en Primera División.
| \| D. Alavés A. Bilbao H. Alicante Atlético Madrid CF Barcelone Celta Vigo Séville CF Real Madrid Espanyol Valence CF Real Sociedad D. La Corogne Real Valladolid R. Murcie UD Las Palmas C. Leonesa \| Localisation des clubs engagés dans le championnat. |
| D. Alavés A. Bilbao H. Alicante Atlético Madrid CF Barcelone Celta Vigo Séville CF Real Madrid Espanyol Valence CF Real Sociedad D. La Corogne Real Valladolid R. Murcie UD Las Palmas C. Leonesa                                                           |

| Clubs                | Ville                      | Stade               | Capacité |
| -------------------- | -------------------------- | ------------------- | -------- |
| Deportivo Alavés     | Vitoria-Gasteiz            | Mendizorroza        | 10 400   |
| Hércules Alicante    | Alicante                   | La Viña             | 14 024   |
| Atlético Bilbao      | Bilbao                     | San Mamés           | 40 400   |
| Atlético Madrid      | Madrid                     | Metropolitano       | 56 717   |
| CF Barcelone         | Barcelone                  | Las Corts           | 46 000   |
| Celta Vigo           | Vigo                       | Balaidos            | 15 850   |
| Cultural Leonesa     | León                       | La Puentecilla (es) | 12 844   |
| Deportivo La Corogne | La Corogne                 | Riazor              | 22 182   |
| Espanyol Barcelone   | Barcelone                  | Sarriá              | 30 000   |
| UD Las Palmas        | Las Palmas de Gran Canaria | Insular             | 12 000   |
| Real Madrid          | Madrid                     | Santiago Bernabéu   | 90 123   |
| Real Murcie          | Murcie                     | La Condomina        | 8 000    |
| Real Sociedad        | Saint-Sébastien            | Atocha              | 21 650   |
| Séville CF           | Séville                    | Nervión             | 30 000   |
| Valence CF           | Valence                    | Mestalla            | 51 653   |
| Real Valladolid      | Valladolid                 | José Zorrilla (es)  | 16 555   |

## Classement
| Rang | Équipe               | Pts | J  | G  | N | P  | Bp | Bc | Diff |
| ---- | -------------------- | --- | -- | -- | - | -- | -- | -- | ---- |
| 1    | Atlético Bilbao C    | 48  | 30 | 22 | 4 | 4  | 79 | 31 | +48  |
| 2    | CF Barcelone         | 47  | 30 | 22 | 3 | 5  | 67 | 26 | +41  |
| 3    | Real Madrid T        | 38  | 30 | 18 | 2 | 10 | 81 | 39 | +42  |
| 4    | Séville CF           | 36  | 30 | 17 | 2 | 11 | 75 | 44 | +31  |
| 5    | Atlético Madrid      | 33  | 30 | 14 | 5 | 11 | 75 | 49 | +26  |
| 6    | Valence CF           | 32  | 30 | 13 | 6 | 11 | 58 | 50 | +8   |
| 7    | Espanyol Barcelone   | 31  | 30 | 14 | 3 | 13 | 50 | 56 | -6   |
| 8    | Real Sociedad        | 30  | 30 | 11 | 8 | 11 | 48 | 53 | -5   |
| 9    | Real Valladolid      | 30  | 30 | 13 | 4 | 13 | 52 | 55 | -3   |
| 10   | Celta Vigo           | 27  | 30 | 12 | 3 | 15 | 52 | 75 | -23  |
| 11   | UD Las Palmas        | 26  | 30 | 11 | 4 | 15 | 49 | 60 | -11  |
| 12   | Deportivo La Corogne | 26  | 30 | 11 | 4 | 15 | 60 | 80 | -20  |
| 13   | Real Murcie P        | 25  | 30 | 10 | 5 | 15 | 46 | 66 | -20  |
| 14   | Deportivo Alavés     | 24  | 30 | 9  | 6 | 15 | 49 | 73 | -24  |
| 15   | Cultural Leonesa P   | 14  | 30 | 5  | 4 | 21 | 34 | 65 | -31  |
| 16   | Hércules Alicante    | 13  | 30 | 5  | 3 | 22 | 33 | 86 | -53  |

- Champion, qualification pour la Coupe des clubs champions 1956-1957
- Qualification pour la Coupe des clubs champions 1956-1957 (tenant du titre)
- Participation à la Coupe des villes de foires 1955-1958
- Barrages de relégation
- Relégation en Segunda División

Barrages de promotion
Les barrages opposent Real Oviedo et Real Saragosse, deuxième et troisième du groupe 1 de division 2, Real Betis Balompié et CD España Industrial, deuxième et troisième du groupe 2 de division 2 et Real Murcie et Deportivo Alavés, treizième et quatorzième de division 1.
Le CD España Industrial remporte la poule d'accession au terme des dix journées, il est promu en division 1 en compagnie du Real Saragosse, Real Murcie et Deportivo Alavés sont relégués en division 2. Le CD España Industrial renonce à son statut de filiale du CF Barcelone pour pouvoir disputer le championnat de Primera División et prend alors le nom de CD Condal.
| Rang | Équipe               | Pts | J  | G | N | P | Bp | Bc | Diff |  | Résultats (▼ dom., ► ext.) | ESP | SAR | OVI | MUR | BET | ALA |
| ---- | -------------------- | --- | -- | - | - | - | -- | -- | ---- |  | -------------------------- | --- | --- | --- | --- | --- | --- |
| 1    | CD España Industrial | 10  | 15 | 7 | 1 | 2 | 21 | 15 | +6   |  | CD España Industrial       |     | 1-0 | 6-1 | 2-1 | 3-2 | 3-1 |
| 2    | Real Saragosse       | 10  | 12 | 5 | 2 | 3 | 18 | 13 | +5   |  | Real Saragosse             | 1-0 |     | 4-0 | 4-2 | 1-1 | 1-1 |
| 3    | Real Oviedo          | 10  | 12 | 6 | 0 | 4 | 23 | 22 | +1   |  | Real Oviedo                | 5-0 | 0-1 |     | 3-0 | 3-2 | 2-0 |
| 4    | Real Murcie          | 10  | 11 | 5 | 1 | 4 | 21 | 18 | +3   |  | Real Murcie                | 1-1 | 4-3 | 4-1 |     | 5-1 | 3-2 |
| 5    | Real Betis Balompié  | 10  | 6  | 2 | 2 | 6 | 21 | 22 | -1   |  | Real Betis Balompié        | 1-2 | 3-1 | 4-5 | 0-1 |     | 6-0 |
| 6    | Deportivo Alavés     | 10  | 4  | 1 | 2 | 7 | 10 | 24 | -14  |  | Deportivo Alavés           | 2-3 | 1-2 | 1-3 | 1-0 | 1-1 |     |

- Promu en Primera División
- Relégation en Segunda División

## Bilan de la saison
| Championnat d'Espagne de football 1955-1956 |                            |
| Champion                                    | Atlético Bilbao (6e titre) |
| Dauphin                                     | CF Barcelone               |
| Coupes et trophées                          |                            |
| Vainqueur de la Coupe d'Espagne 1955-1956   | Atlético Bilbao            |
| Promotions et relégations                   |                            |
| Promus en Primera División                  | Osasuna Pampelune          |
| Promus en Primera División                  | Real Jaén                  |
| Promus en Primera División                  | CD España Industrial       |
| Promus en Primera División                  | Real Saragosse             |
| Relégués en Segunda División                | Real Murcie                |
| Relégués en Segunda División                | Deportivo Alavés           |
| Relégués en Segunda División                | Cultural Leonesa           |
| Relégués en Segunda División                | Hércules Alicante          |